# ナッパレザー
ナッパレザー（英語: Napa leather, Nappa leather）またはナッパ革（ナッパがわ）は、その柔らかい感触で知られている革であり、子牛や子羊、子山羊の革のような質感を持つ。元々は明礬鞣しの後、タンニン鞣しまたはクロム鞣しを行った山羊革や羊革の名称であった。現在では、柔軟で強靭な牛革を指す一般名称として使われている様々な製品に使われているが、特性評価のための固有の試験は定められていない。ナッパレザーは家具、衣料品、ハンドバッグ、自動車シートカバー、靴、手袋といった革製品で使われることが多い。
名称はアメリカ合衆国カリフォルニア州ナパに由来する。1875年、ナパにあった Sawyer Tanning Company（1869年創業、1990年廃業）のドイツ人皮なめし職人 Emanuel Manasse（1842年 - 1899年）によってナッパレザーの製法が作られた。